# Santa Cruz, Jonacatepec
Santa Cruz är en ort i Mexiko.   Den ligger i kommunen Jonacatepec och delstaten Morelos, i den sydöstra delen av landet, 90 km söder om huvudstaden Mexico City. Santa Cruz ligger 1 284 meter över havet och antalet invånare är 213.
Terrängen runt Santa Cruz är kuperad åt nordväst, men åt sydost är den platt. Terrängen runt Santa Cruz sluttar söderut. Runt Santa Cruz är det ganska tätbefolkat, med 134 invånare per kvadratkilometer. Närmaste större samhälle är Jonacatepec de Leandro Valle, 3,0 km norr om Santa Cruz. Omgivningarna runt Santa Cruz är en mosaik av jordbruksmark och naturlig växtlighet.